# Bradbury Island
Bradbury Island – niezamieszkana wyspa z archipelagu Wysp Belchera, w regionie Qikiqtaaluk, na terytorium Nunavut, w Kanadzie. Sąsiaduje m.in. z wyspami: Dove Island, Nero Island, Karlay Island, Mata Island i Tukarak Island.